# Zelo (Giacciano con Baruchella)
Zelo è una frazione del comune di Giacciano con Baruchella.
Si trova 4,71 km a sud rispetto alla casa comunale.

## Geografia fisica
Il territorio della frazione è pianeggiante e si sviluppa a cavallo del Tartaro-Canalbianco tra il comune di Castagnaro, le frazioni di Baruchella e Giacciano a nord, il comune di Trecenta a est, il comune di Ceneselli a sud-ovest.
Anche l'abitato di Zelo si sviluppa a cavallo del fiume e le due parti del centro sono collegate dallo storico ponte costruito nel periodo asburgico.

## Storia
Il fondo di Zelo, Gelo o Zelle è già nominato in documenti del X secolo come possedimento del monastero di Sant'Andrea in Ravenna. Un primo nucleo abitato è nominato per la prima volta nel 1017 come "San Martino di Zelo"; aggregato a Trecenta, si trova sotto l'abbazia della Vangadizza ed è nominato fino al 1228. In seguito, questo nucleo originario fu distrutto da una delle tante disastrose alluvioni che hanno colpito la zona; per diversi secoli si parla della "Valle di Zelo".
Il nucleo originale dell'odierno abitato di Zelo si è sviluppato quando il territorio faceva parte della Transpadana Ferrarese all'interno dello Stato Pontificio.
Il 14 aprile 1434 è documentata nuovamente l'esistenza di un abitato, segno che il fondo era riemerso dalla valle.
La prima chiesa viene nominata per la prima volta il 10 settembre 1591; situata sul Tartaro, era un semplice oratorio che, a seguito della rotta della Malopera, si veniva spesso a trovare sommerso dalle acque nei periodi di piena; per questo motivo nel 1596 l'oratorio fu demolito e la nuova chiesa, elevata a parrocchia, fu costruita in un luogo più elevato. Una nuova chiesa fu costruita nel 1698 che venne ampliata a più riprese durante il XVIII secolo e ricostruita in stile rinascimentale con influenze barocche. Il campanile, alto 33,15 m, è del 1724.
Durante il periodo napoleonico Zelo entrò a far parte del dipartimento del Basso Po: nei confini della Repubblica Cisalpina dal 1797, della Repubblica Italiana dal 1802 e del Regno d'Italia dal 1805.
In seguito al Congresso di Vienna del 1815 la Transpadana Ferrarese passò nel Regno Lombardo-Veneto, compresa la zona di Zelo che entrò a far parte della provincia di Rovigo.
Il 1º gennaio del 1859 Zelo si unì con Giacciano e Baruchella (quest'ultima aveva fatto parte del Polesine di Rovigo, territorio della Repubblica di Venezia) in un unico comune.
Nel periodo asburgico fu costruito anche il ponte sul Tartaro.
Dal 1866, in seguito alla conquista del Veneto al termine della terza guerra di indipendenza, Zelo è passata sotto l'amministrazione italiana.
A causa della presenza del ponte sul Tartaro, Zelo venne bombardata dagli alleati il 21 marzo 1945 durante la seconda guerra mondiale; il bombardamento provocò 10 morti e la distruzione completa della chiesa rinascimentale-barocca; si salvò solo il campanile. Una nuova chiesa fu costruita tra il 1963 e il 1967 su progetto di Orlando Veronese.
Nel 2001 fu necessario innalzare il ponte sul Tartaro per rendere completamente navigabile l'idrovia Fissero-Tartaro-Canalbianco.

## Base missilistica NATO
A partire dagli anni sessanta il centro ha avuto un impulso alla crescita a seguito della presenza della vicina base logistica, area lancio e area controllo, dove aveva sede il 79º Gruppo IT (Intercettori Teleguidati), comunemente conosciuta come "base missilistica di Zelo". All'interno dell'area lancio era collocata una piccola installazione militare statunitense, destinata a contenere le teste nucleari dei missili Nike Hercules ospitati nella stessa e che erano custodite da un reparto dello US Army, ovvero lo 3/47th USAAD (United States Army Artillery Detachment). 
L'area in cui ricadeva la base è in realtà nel territorio del vicino comune di Ceneselli; la successiva disattivazione della base nel 1998 ha interrotto la crescita e provocato una recessione economica.
Nel tentativo di superare questa recessione, che ha colpito non solo Zelo ma anche i territori limitrofi, alcune associazioni e alcuni politici polesani avevano suggerito di riattivare l'ex base missilistica, per esempio come alternativa al controverso ampliamento della caserma Ederle di Vicenza.. Dopo anni di totale abbandono, nel 2011 si è dapprima ipotizzato di realizzare un centro espositivo artistico-culturale, sostituendolo poi con un Centro di identificazione ed espulsione (CIE) per stranieri; infine nel 2013 sono iniziati i lavori per realizzare una centrale fotovoltaica da 12 megawatt.

## Monumenti e luoghi d'interesse
- Chiesa Sant'Andrea Apostolo, ricostruita negli anni '60 su progetto dell'architetto Orlando Veronese, dopo che la precedente era stata demolita dai bombardamenti aerei nel 1944-45. Il campanile, unica struttura superstite della chiesa vecchia, è stato costruito nel 1724 su progetto dell'architetto Vincenzo Santini, ed è alto 33,15 metri. Ospita 4 campane a sistema veronese, di nota solb3 lab3 sib3 si3, fuse in origine dalla fonderia Colbachini Padova nel 1838 e inceppate a slancio; di queste, la campana maggiore e la piccola sono state requisite nel 1943 e restituite dalla stessa fonderia nel 1947. Sono ferme dal 2019, in attesa di fondi per il restauro del campanile.
- Oratorio Beata Vergine Immacolata